# Баннова, Анастасия Александровна
Анастаси́я Алекса́ндровна Ба́ннова (род. 26 февраля 1989, Уральск) — казахская спортсменка-лучница.

## Биография
С 2001 года занимается стрельбой из лука. В 2005 году впервые выполнила норматив Мастера спорта, став абсолютной чемпионкой Казахстана. В 2008 году была участницей Олимпийских Игр в Пекине, где заняла 35-е место. В 2012 году была номинирована для участия в женском индивидуальном соревновании на летних Олимпийских играх 2012 года в Лондоне; заняла 54-е место после квалификационного раунда, прежде чем проиграть в первом раунде на выбывание Аиде Роман.
Участница нескольких Чемпионатов мира, Азии и международных турниров.
На 2013 год в рейтинге FITA занимала 103 место. Лучшей позицией было 52 место (26.04.2009). Лучший результат — 1318 очков (Шымкент, Международный турнир).

## Личная информация
В 2007 году по окончании школы поступила в Западно-Казахстанский государственный университет имени М. Утемисова на факультет «Физическая культура и спорт». В 2009 году перевелась в Казахскую государственную академию спорта и туризма в Алматы на третий курс факультета олимпийского спорта. Окончила обучение в 2011 году.
8 января 2016 года вышла замуж.